# Меріон Кемерон Ґрей
Меріон Грей (англ. Marion Gray) — шотландська математикиня, яка відкрила граф із 54 вершинами та 81 ребром, коли працювала в American Telephone & Telegraph. Цей графік широко відомий як графік Ґрея.

## Молодість та освіта
Меріон Ґрей народилася в Ейрі, Шотландія, 26 березня 1902 року в родині Меріон і Джеймса Ґрея. Вона відвідувала гімназію Ер (1907—1913) та Академію Ер (1913—1919). У 1919 році вона вступила до Единбурзького університету, який закінчила в 1922 році з відзнакою з математики та натурфілософії. Вона продовжувала працювати в університеті протягом наступних двох років як постдокторант з математики, де їй керував Е. Т. Віттакер. Вона приєдналася до Единбурзького математичного товариства, де представила кілька своїх робіт, зокрема «Рівняння телеграфії» та «Рівняння провідності тепла». Вона була обрана до Комітету Товариства в листопаді 1923 року і залишалася членом протягом усієї своєї кар'єри.
У 1924 році вона поїхала до США за підтримки стипендії для британських випускників, так і стипендії Карнегі, щоб відвідати коледж Брін Мор, штат Пенсільванія, де вона отримала ступінь доктора філософії під керівництвом Анни Джонсон Пелл Вілер. Темою її дослідження була «Крайова задача звичайних самоспряжених диференціальних рівнянь з особливостями».
Після отримання докторського ступеня Ґрей повернулася до Единбурга, щоб зайняти посаду асистентки природничої філософії в Единбурзькому університеті. Вона обіймала цю посаду протягом одного року, а потім поїхала до Лондона, де протягом трьох років була асистенткою з математики в Імперському коледжі Лондона.

## Зайнятість і граф Ґрея

Граф Ґрея, організований так, щоб показати його структуру з тривимірної сітки

У 1930 році вона була призначена на посаду помічниці інженера у відділі розвитку та досліджень Американської телефонної та телеграфної компанії в Нью-Йорку. Працюючи там, вона виявила незвичайний кубічний напівсиметричний граф із 54 вершинами, що представляє 27 точок і 27 ліній у 3 × 3 × 3 тривимірна сітка з краєм для кожної пари з точки та лінії, які стикаються одна з одною. Тут «кубічний» означає, що кожна вершина є кінцевою точкою трьох ребер, а «напівсиметричний» означає, що кожні два ребра симетричні одне одному, але це не вірно для вершин. Цей граф є найменшим можливим кубічним напівсиметричним графом. Вважаючи, що це теоретичне відкриття без практичного застосування, Ґрей не опублікувала свої висновки. Тридцять шість років потому І. З. Бауер заново відкрив і описав граф, а також пояснив, як він може відповісти на запитання щодо типів симетрії. Цей граф широко відомий як графік Ґрея.
У 1934 році Ґрей приєдналася до Bell Telephone Laboratories і пропрацювала в компанії ще 30 років до виходу на пенсію.
Окрім власних дослідницьких статей, Ґрей склала багато оглядів публікацій з математичної фізики та працювала в урядовому комітеті США, який створив Довідник з математичних функцій. Протягом своєї кар'єри вона залишалася активною членкинею різних професійних математичних товариств.
Ґрей була відома своєю підтримкою молодших колег. Один з них писав про час, коли він працював у лабораторіях Белла в 1957 році: «У [моїх розрахунках] мені допомогла маленька старенька Маріон Ґрей, одна з найкращих математиків Белла того часу».

## Подальше життя
Після виходу на пенсію в 1967 році Ґрей повернулася до Единбурга, де померла в 1979 році у віці 77 років.

## Визнання
Ґрей була включена до виставки Національної бібліотеки Шотландії «Відзначення шотландських жінок науки», яка тривала з 1 березня по 30 квітня 2013 року.